# Krínes
Krínes (Krines) är en ort i Grekland.   Den ligger i prefekturen Nomós Korinthías och regionen Peloponnesos, i den sydöstra delen av landet, 80 km väster om huvudstaden Aten. Krínes ligger 51 meter över havet och antalet invånare är 780.
Terrängen runt Krínes är platt åt nordost, men åt sydväst är den kuperad. Havet är nära Krínes åt nordost.Runt Krínes är det tätbefolkat, med 331 invånare per kvadratkilometer. Närmaste större samhälle är Korinth, 16,9 km öster om Krínes. 